# Homo luzonensis
Homo luzonensis is een uitgestorven mensensoort. De soort leefde vijftigduizend jaar geleden op het eiland Luzon op de Filipijnen, waar hij naar vernoemd is.
Het eerste fossiel van Homo luzonensis werd in 2007 gevonden. Meer vondsten werden gedaan in 2011 en 2015. In 2019 werd er een aparte soort voor benoemd. De resten beperken zich tot tanden, botjes uit de handen en voeten, en een stuk dijbeen. Daardoor hebben wetenschappers geen goed beeld van de bouw van deze mensensoort.
Homo luzonensis was misschien nogal klein. In het gebit zijn de premolaren groot ten opzichte van de kiezen en hebben stevige tandwortels. Daarin lijkt Homo luzonensis op oudere mensensoorten. De kiezen zijn tamelijk klein en eenvoudig gebouwd, net als bij de moderne mens. De kootjes van de vingers en tenen zijn opvallend krom. Dat kan een aanpassing zijn om te klimmen.
De afkomst en verwantschappen van Homo luzonensis zijn erg onzeker. Mensachtigen bereikten Luzon zo'n zevenhonderdduizend jaar geleden. Het zou daarbij kunnen gaan om Homo erectus maar ook om afstammelingen van een vroegere invasie van de kleine mensensoort Homo habilis. Homo erectus zou op Luzon kleiner geworden kunnen zijn als aanpassing aan de beperkte oppervlakte van het eiland (eilanddwerggroei). Een andere mogelijkheid is dat Homo luzonensis afstamt van groepen Homo sapiens die het eiland later bereikten en speciale kenmerken ontwikkelden.

## Vondst en naamgeving
In 2003 begonnen opgravingen in het noorden van Luzon. Die werden voortgezet in 2007. De eerste en tevens oudst gevonden resten van Homo luzonensis werden op 5 mei 2007 in de Callaogrot opgegraven en werden geschat op een ouderdom van 67 000 jaar, dus daterend uit het Laat Pleistoceen. De vondst bestond uit een derde rechtermiddenvoetsbeentje met het oorspronkelijke inventarisnummer II-77-J3-7691. In 2010 werden de vondsten door Florent Détroit en Armand Mijares onder voorbehoud toegewezen aan de moderne mens, Homo sapiens. Dit zouden dan de oudste vondsten van die soort op de Filipijnen zijn. Al meteen werd echter onderkend dat de vondsten trekken deelden met oudere mensensoorten zoals Homo habilis.

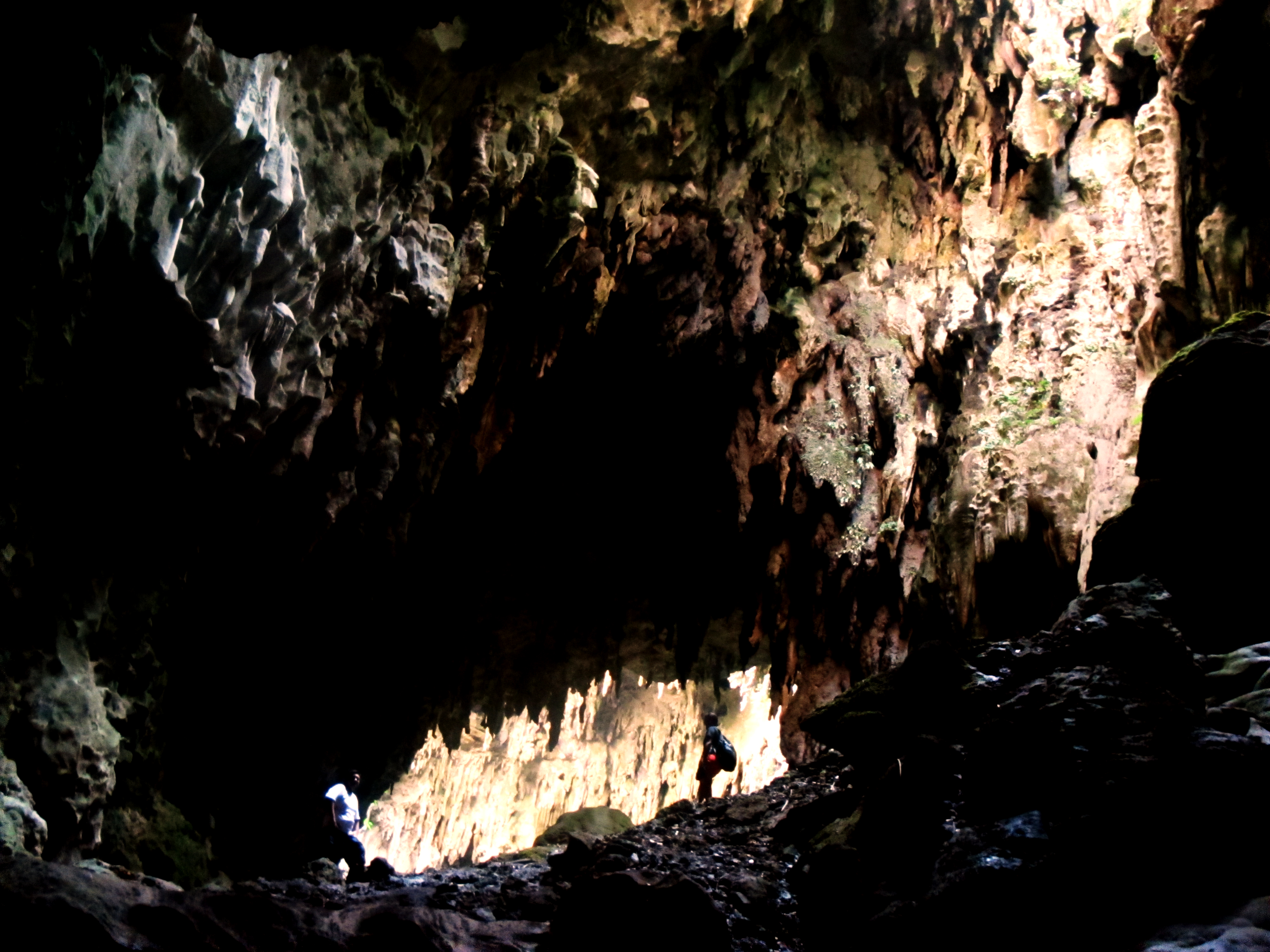
De Callao-grot op het eiland Luzon, waar de fossiele resten zijn gevonden.

Op 21 augustus 2011 werden op dezelfde lokatie twee kleine kootjes, van een vinger en een teen, aangetroffen. Ze werden in 2013 eveneens aan Homo sapiens toegewezen, maar een verwantschap met Homo floresiensis werd overwogen. Op 24 augustus 2011 werden vijf premolaren en kiezen geborgen en op 31 augustus nog een premolaar. Op 1 juli 2015 werd er een derde kies aangetroffen.
In april 2019 werden bij elkaar twaalf nieuwe specimina gemeld, buiten het oorspronkelijke middenvoetsbeentje, resten van 50 000 jaar oud. Bij dezelfde gelegenheid werd door Florent Détroit en Armand Mijares een aparte soort binnen het geslacht Homo benoemd en beschreven: Homo luzonensis. De soortaanduiding verwijst naar de herkomst van Luzon. Eerder had de vondst de bijnaam ubag gekregen naar een holenmens uit de legenden van Luzon.
Het holotype, CCH6, is gevonden in de Callao Limestone Formation. Het bestaat uit een volledige reeks van vijf bovenste rechterpremolaren en rechterkiezen. Als paratypen werden aangewezen: CCH1: een derde rechtermiddenvoetsbeentje; CCH2 en CCH5: twee vingerkootjes; CCH3 en CCH4: twee middenvoetsbeentjes; CCH8: een bovenste derde of vierde linkerpremolaar; en CCH9: een bovenste derde rechterkies. Toegewezen werd specimen CCH7: de schacht van een linkerdijbeen van een kind. In totaal zijn minstens drie individuen aanwezig. De specimina maken deel uit van de collectie van het Nationaal Museum van de Filipijnen.

## Beschrijving

### Grootte en onderscheidende kenmerken

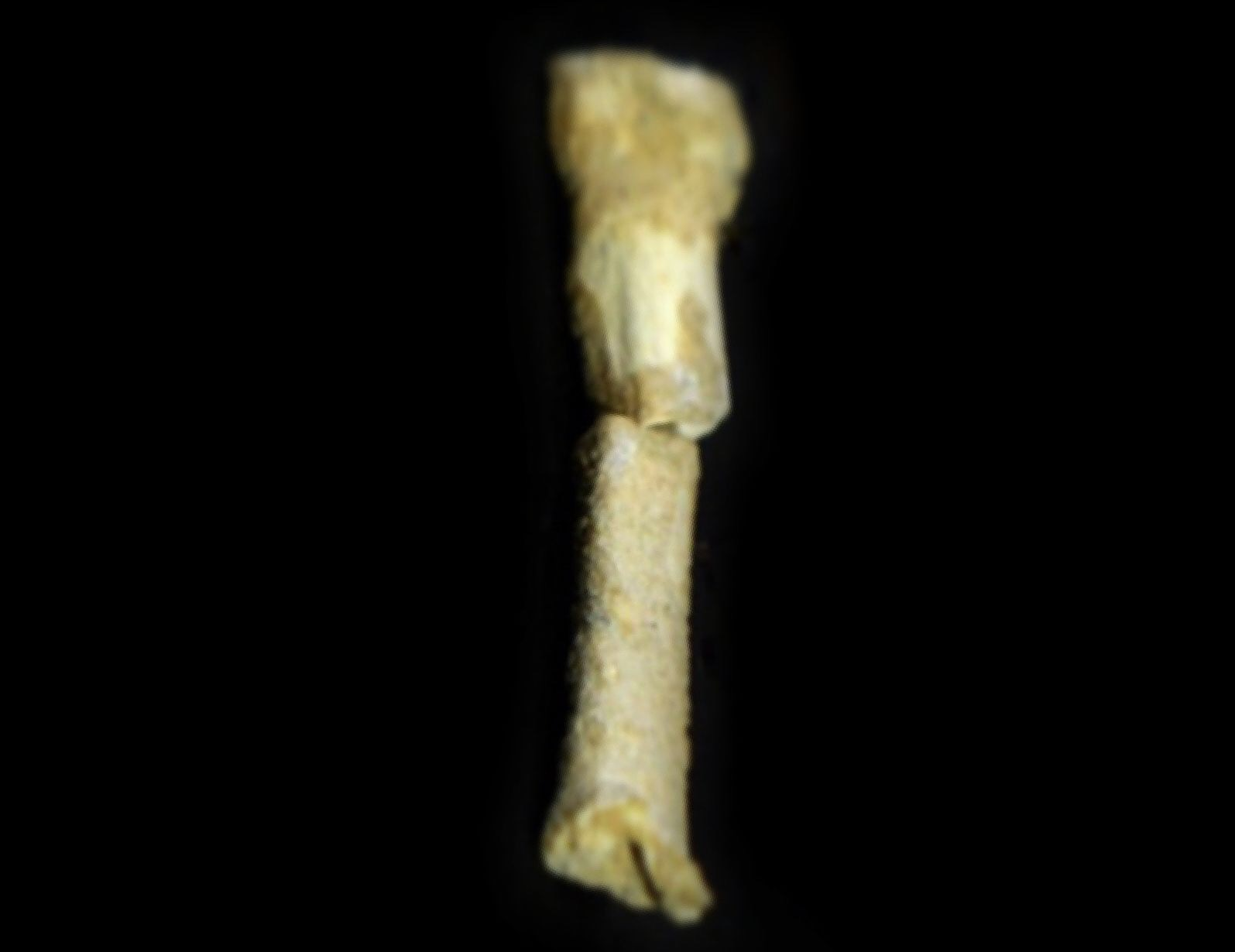
De eerste vondst van H. luzonensis: een derde middenvoetsbeentje, CCH1

Homo luzonensis was volgens persberichten gemiddeld 1,20 meter lang. Het derde middenvoetsbeentje is van een korter individu van ongeveer een meter lengte maar zou van een kind geweest kunnen zijn. Florent was in 2019 voorzichtiger en vermoedde een postuur in de variatiebreedte van de huidige negritos van de Filipijnen, zoals de Aeta van Luzon, stammen die een meer oorspronkelijke Australo-Melanesische bouw hebben met een donkere huid, krulhaar en een geringe lichaamslengte. Een commentator wees erop dat bij deze stammen de mannen zo'n anderhalve meter lang zijn, de vrouwen ongeveer 140 centimeter.

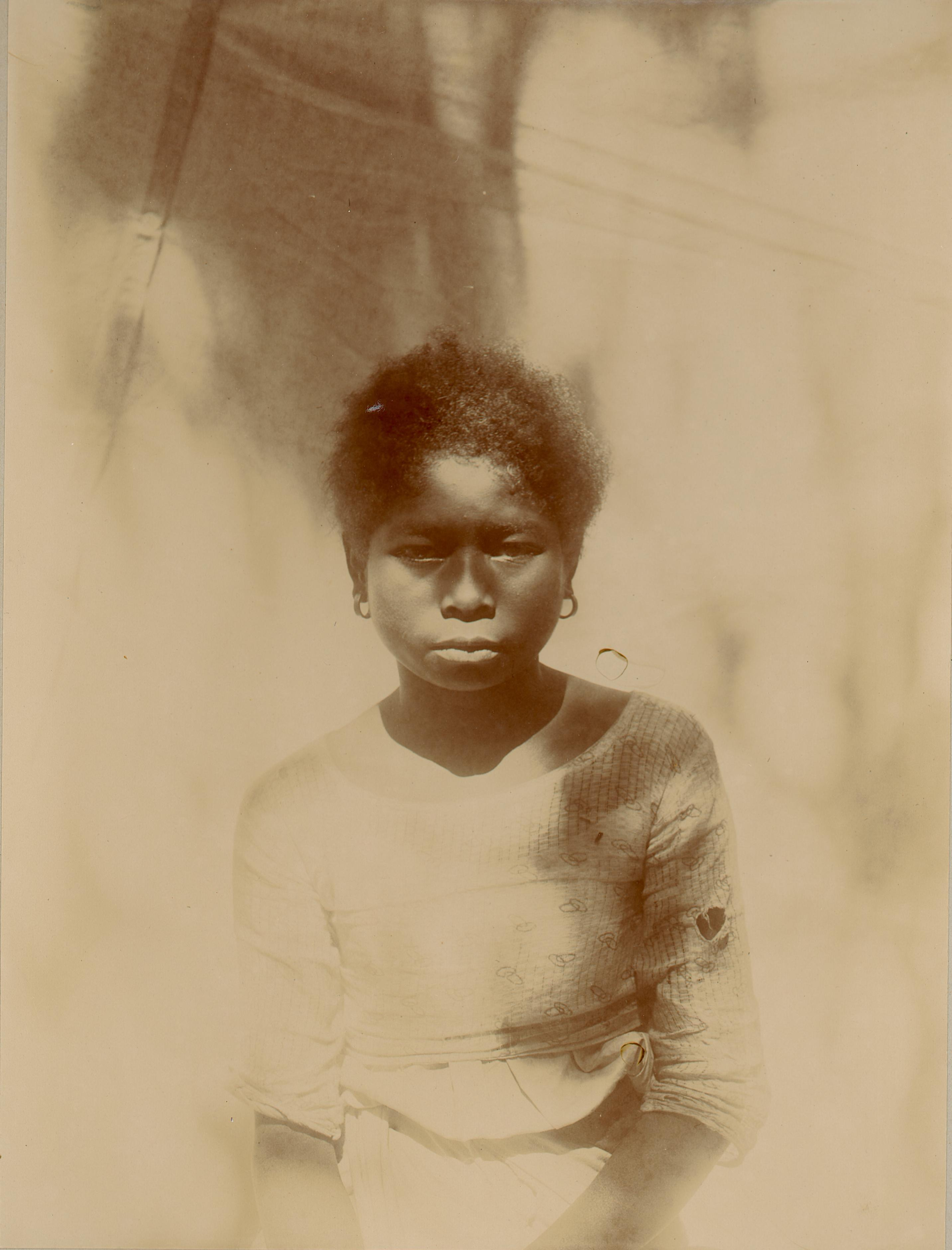
Een Aetameisje; de Aeta zijn overigens niet direct aan Homo luzonensis verwant

In 2019 werd één duidelijk onderscheidend kenmerk vastgesteld ten opzichte van alle andere soorten van Homo: de premolaren en kiezen van de bovenkaak zijn klein en smal in de richting van de tandrij gemeten, waarbij de premolaren opvallend groter zijn dan de kiezen.
Verder is er een aantal opvallende eigenschappen. De bovenste premolaren hebben twee of drie wortels, een kroon die aan de tongzijde meer verbreed is, krachtige groeven aan de tongzijde, een gedeeltelijke of volledige dwarskam, en een relief van de grenslaag tussen het glazuur en dentine dat afwijkt van Homo sapiens, Homo neanderthalensis en de Aziatische Homo erectus. De bovenste kiezen zijn erg klein, waarbij de eerste kies de grootte is en de derde de kleinste, en hebben een vereenvoudigde vorm van het kauwvlak met verkleinde knobbels van de metacoon en hypocoon, terwijl de grenslaag tussen glazuur en dentine niet gerimpeld is en overeenkomsten toont met Homo sapiens en de Aziatische Homo erectus. De middelste, tweede, kootjes van de tweede en vierde vinger lijken op die van Homo sapiens doordat ze lang en smal zijn maar hun schacht is over de lengterichting gekromd en van de bovenzijde tot de palmzijde afgeplat, terwijl de richels voor de schacht van de pees van de buigende spier goed ontwikkeld zijn en de bovenste punt bij het gewricht met het eerste kootje extreem uitsteekt; verder hebben ze overeenkomsten in vorm met Australopithecus en H. floresiensis. De uiterste vingerkootjes hebben overeenkomsten met H. sapiens en niet met basalere soorten waarvan ze bekend zijn. Het derde middenvoetsbeentje heeft een basis die erg klein is ten opzichte van de lengte, is van boven tot de zoolzijde afgeplat, en heeft een bovenste gewricht dat verticaal opvallend bol is. De bovenste teenkootjes komen met die van Australopithecus overeen in de opvallende kromming in de lengterichting, evenwijdige zijkanten in bovenaanzicht, een kleine kop met twee knobbels en een zwakke bovenste afschuining van het bovenste gewrichtsvlak.

### Skelet

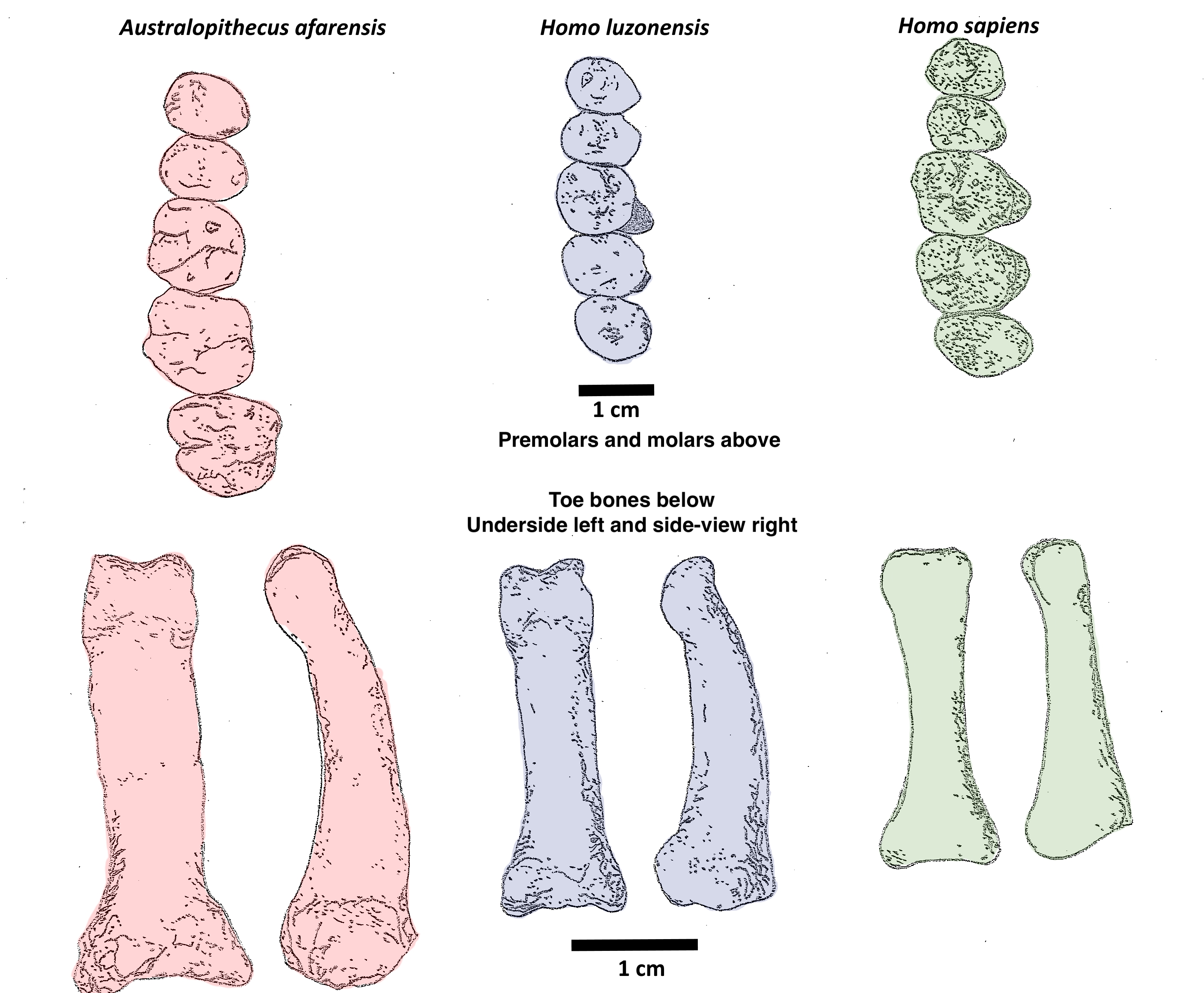
Een diagram met een vergelijking tussen de kiezen en teenkootjes van Australopithecus afarensis links, Homo luzonensis midden en Homo sapiens rechts. De tekeningen zijn niet op schaal: H. sapiens is in feite anderhalfmaal langer. Goed is te zien dat het teenkootje van H. luzonensis gekromd is als dat van A. afarensis terwijl zijn derde kies juist opvallend klein is

Het gebit toont een mengeling van meer basale en juist afgeleide kenmerken die gedeeld worden met de moderne mens. De kiezen lijken sterk op die van Homo sapiens, waarbij de eerste kies de grootste is, terwijl de premolaren meer met die van Paranthropus overeenkomen doordat ze de vorm van kiezen hebben. 

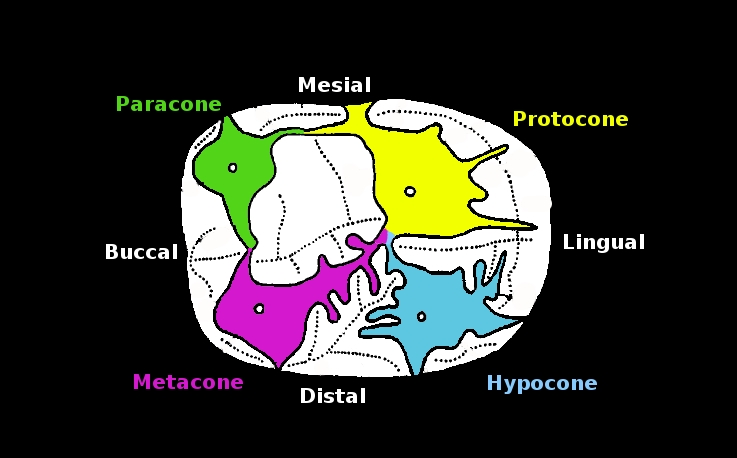
De indeling van het kauwvlak van kiezen bij Hominoidea, aan de hand van een bovenste eerste rechterkies van een mens. "Mesiaal" is in dit geval de kant van de vierde premolaar en "distaal" de kant van de tweede kies. "Buccaal" is de zijde van de lip, "linguaal" de zijde van de tong

De kiezen hebben een verminderd aantal knobbels, net als bij veel moderne mensen. Ze zijn echter absoluut en ook relatief veel kleiner dan bij bekende groepen Homo sapiens en dus "hypermenselijk". De eerste kies is in de richting van de tandrij, mesiaal-distaal, niet smaller dan de overige kiezen, anders dan bij H. floresiensis. De premolaren hebben een basale vorm door een asymmetrisceh kroon met knobbels aan de tongzijde die groot zijn en mesiaal verschoven, net als bij de vroege Homo. Ze hebben verticale groeven aan de lipzijde, mesiaal en distaal. Dit komt vaker voor bij de vroege Homo dan bij de moderne mens; bij H. floresiensis ontbreekt dit kenmerk geheel. De premolaren zijn ook basaal door het bezit van robuuste en breed uiteen staande wortels, drie bij de derde premolaar en twee of drie bij de vierde. Dit duidt op een belangrijke functie bij het kauwen. Zulke zware verankering is zeldzaam bij Homo sapiens. De vergelijking met Paranthropus die de beschrijvers maken moet wel gerelativeerd worden: dat geslacht had zeer grote kiezen en zijn premolaren waren gigantisch vergeleken met H. luzonensis. De diameters van de premolaren en kiezen van H. luzonensis clusteren statistisch met die van H. erectus. Het grensvlak tussen glazuur en dentine, dat bij veel primaten omhoog steekt onder de knobbels, is bij H. luzonensis extreem plat zoals bij sommige exemplaren van H. floresiensis.
De kromme vingerkootjes lijken op die van Australopithecus en zijn krommer dan die van H. habilis. Binnen de meer afgeleide homosoorten heeft alleen Homo naledi kromme vingerkootjes als algemeen kenmerk. Die buiging wordt wel in verband gebracht met een vermogen tot klimmen, hoewel de heersende leer is dat australopitheken voornamelijk grondbewonende tweevoeters waren. Bedacht moet worden dat sommige individuen van de moderne mens ook zulke kromme kootjes hebben. Een uniek kenmerk is het extreem uitsteken van de punt boven het gewricht tussen het tweede kootje en het eerste kootje. Dit moet het onmogelijk gemaakt hebben de vinger volledig te strekken en kan een aanpassing zijn om aan de hand te hangen. 
Het derde middenvoetsbeentje heeft een opvallend bol facet als contact met het os cuneiforme laterale, het buitenste wiggebeentje. Zo'n bol facet toont bij mensachtigen verder alleen het vierde middenvoetsbeentje van Australopithecus sediba.
De eerste, proximale, teenkootjes hebben een zeer basale bouw, gekromd in zijaanzicht met de bolle kant aan de zoolzijde. Aan het tweede derden deel van het uiteinde zijn er opstaande richels in de lengterichting van de zoolzijde. Daartussen werd de pees van de buigende pees geleid. Dit zou kunnen wijzen op een versterkt vermogen met de voet een stam te omklemmen. Het ronde bovenste gewrichtsvlak, met twee duidelijke gewrichtsknobbels, is zo sterk afgeschuind als bij Australopithecus afarensis en Australopithecus africanus wat verder bij Homo onbekend is, hoewel bedacht moet worden dat dit bij H. erectus niet gecontroleerd kan worden. De tweede, middelste, teenkootjes lijken veel op die van H. sapiens en zijn duidelijk anders dan die van A. afarensis.
Het dijbeen, dat de uiteinden mist, laat geen speciale kenmerken zien. Het bot toont de snelgroeiende structuur, doortrokken van aderkanalen, van een kind.

## Fylogenie

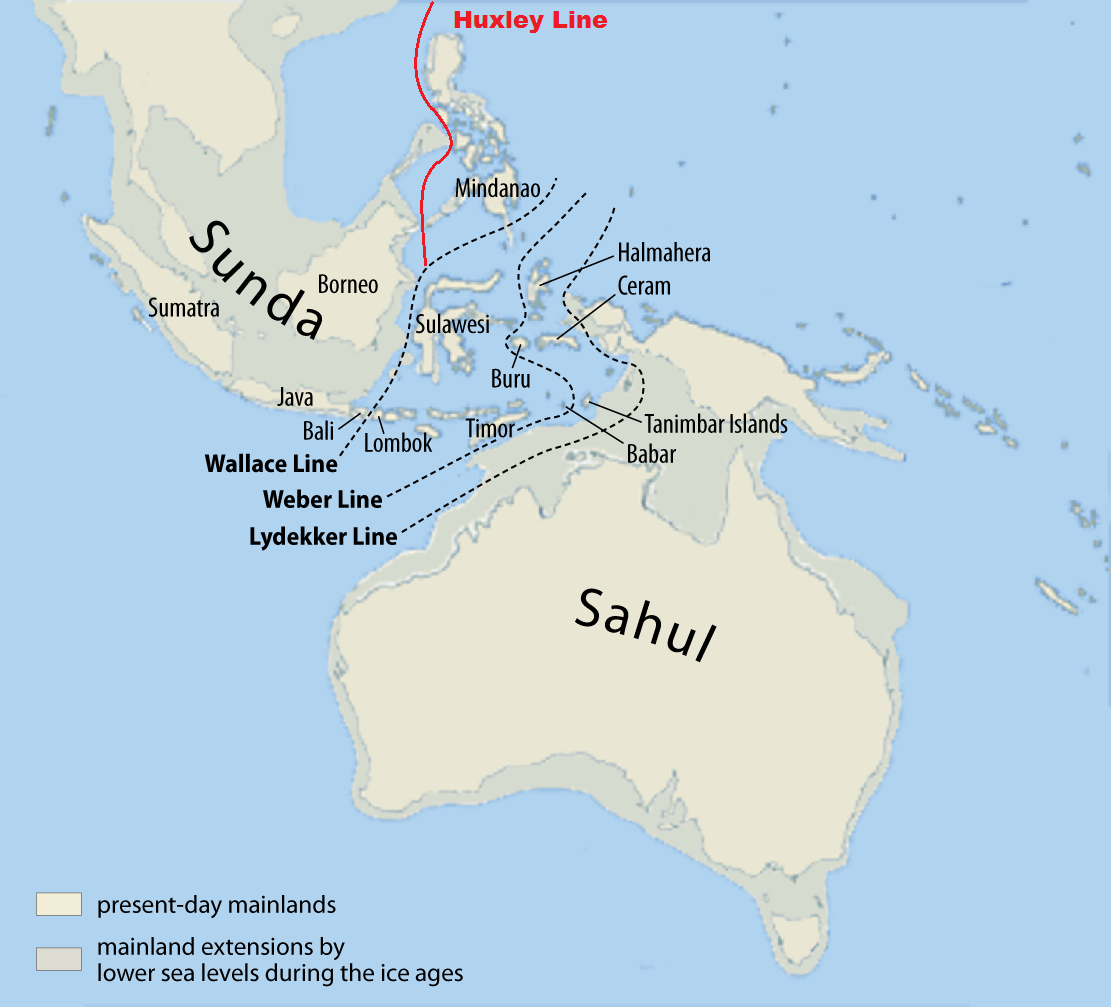
De relatieve isolatie van Luzon

De afstamming van Homo luzonensis is lastig vast te stellen. In de oorspronkelijke interpretatie scheen het waarschijnlijk toe dat het om een aftakking van Homo sapiens ging die wellicht na aankomst op Luzon in grootte afnam en andere aanpassingen ontwikkelde die toevallig leken op kenmerken van oudere soorten. In 2018 werd echter gemeld dat in 2014 in een andere grot op het eiland, bij Kalinga in de nabije Cagayanvallei, beenderen van een geslachte neushoorn zijn gevonden met daarnaast zevenenvijftig stenen werktuigen van omstreeks 709 000 jaar oud. Dit wijst op een vroegere invasie van Luzon door mensachtigen, nog voordat Homo sapiens Azië bereikte. Dat maakte het plausibel dat Homo luzonensis afstamde van Homo erectus, waarvan lang vermoed is dat die althans een beperkt vermogen bezat zeestraten over te steken. Het technologisch niveau van de werktuigen lijkt dit te bevestigen, waarbij echter bedacht moet worden dat zich dit in Azië nauwelijks ontwikkelde tot de fase van het Neolithicum. Daarnaast zijn er overeenkomsten met Homo floresiensis. Voor die, ongeveer even oude, dwergvorm is vaak geopperd dat hij een aanwijzing was voor een zeer oude radiatie van Homo habilis of zelfs Australopithecus uit Afrika. Dat zou volgens de beschrijvers ook voor Homo luzonensis kunnen gelden. Het bestaan van al die mogelijkheden was het motief om een aparte soort te benoemen.
Een methode om de fylogenie te bepalen is het vergelijken van het DNA met dat van andere soorten. In 2019 werd gemeld dat een poging om DNA uit de tanden van Homo luzonensis te extraheren was mislukt. Dat werd geweten aan de warme en vochtige omstandigheden in de grot die tot een snelle degeneratie van het DNA zouden hebben geleid. Een kladistische studie om de meest waarschijnlijke stamboom — die welke het minste aantal evolutionaire stappen veronderstelt — uit te rekenen, werd in 2019 niet uitgevoerd. De schamele vondsten zouden zo'n analyse weinig betrouwbaar maken.
Het kan zijn dat H. luzonensis uitstierf doordat hij door de moderne mens verdrongen werd. Een andere mogelijkheid is dat hij zich met de moderne mens vermengde, zoals voorgestaan door het multiregionale model. In 2021 echter concludeerde een genetische studie dat in ieder geval moderne populaties geen sporen tonen van een belangrijke vermenging met de "super-archaïsche" H. luzonensis of H. floresiensis.

## Levenswijze

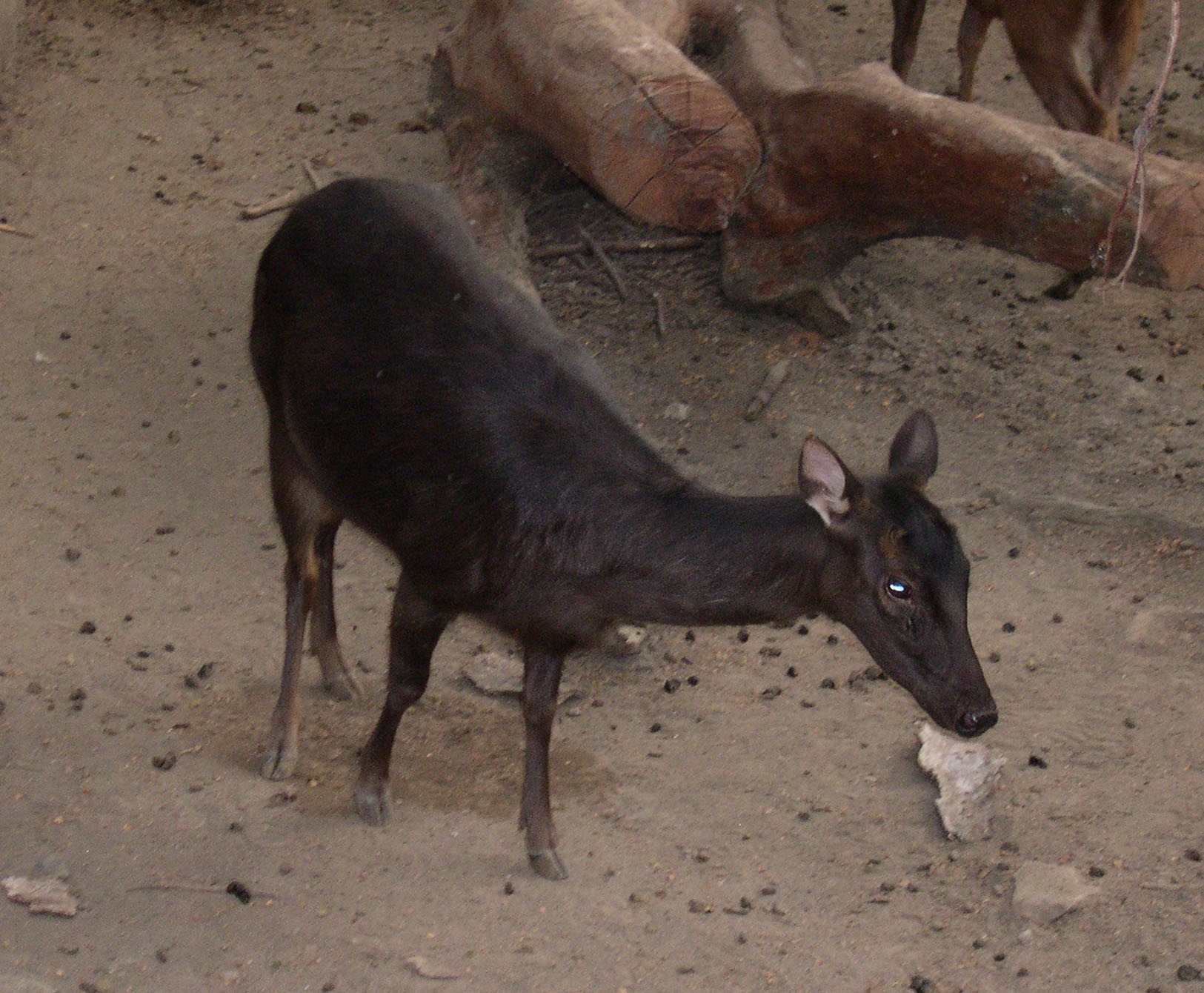
De kleine sambar van Luzon kan het voedsel van Homo luzonensis zijn geweest

In 2019 stelden de beschrijvers dat de geringe resten van Homo luzonensis het onmogelijk maakten goed onderbouwde uitspraken te doen over zijn wijze van voortbeweging, buiten het feit dat hij een tweevoeter was. Hetzelfde jaar meende Matthew Tocheri dat de kromme vingers en tenen zouden kunnen wijzen op een verbeterd vermogen tot klimmen. Dat vermogen zou nutteloos geweest zijn als hij niet inderdaad tijd in de bomen doorbracht, bijvoorbeeld op zoek naar fruit of voedzame bladeren.

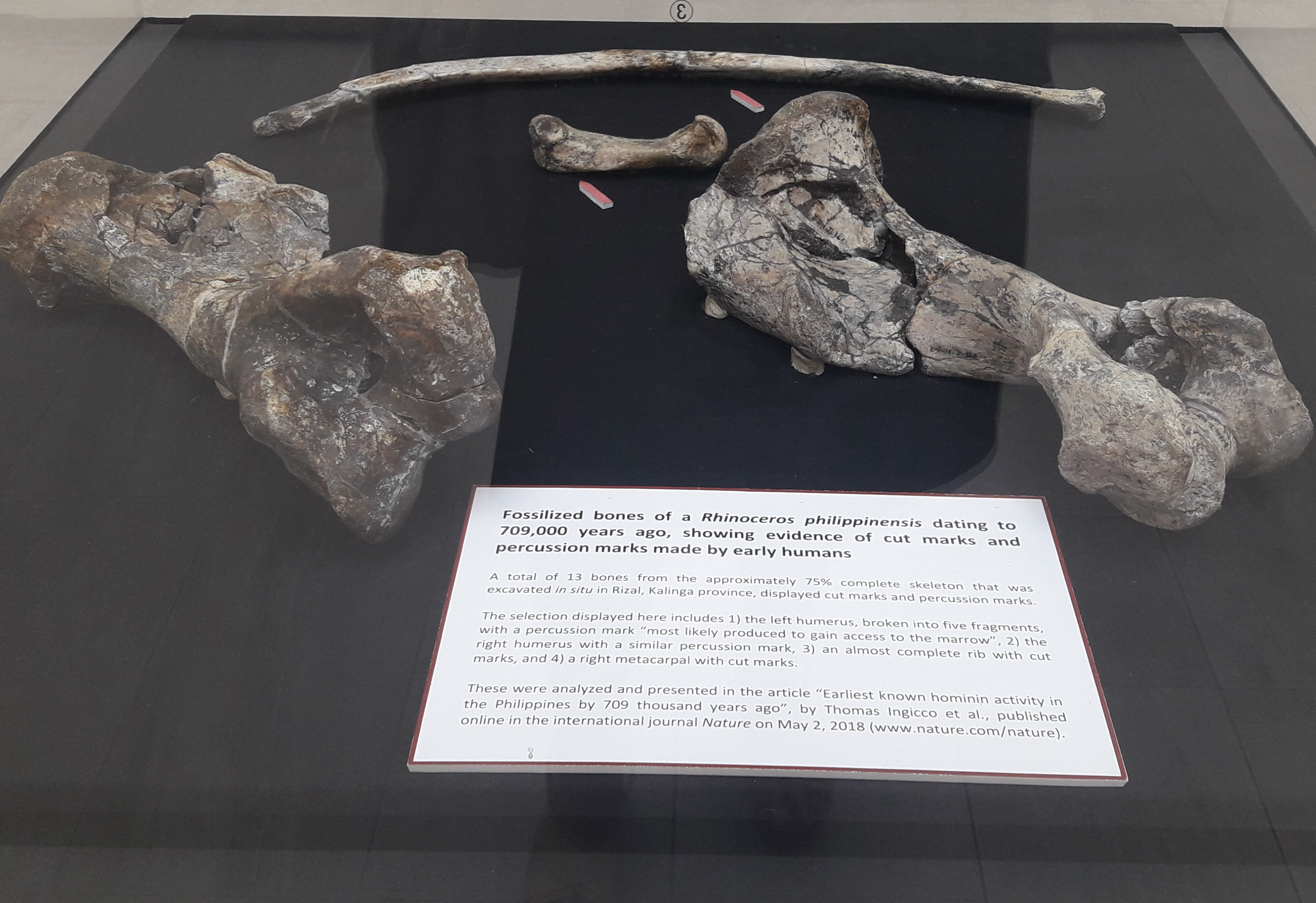
Het gevonden skelet van de neushoorn

In de Callaogrot zijn tanden en beenderen van herten aangetroffen. Die tonen bijna geen snijsporen op een scheenbeen na. De botten zijn toegewezen aan de nog bestaande Filipijnse sambar. Verder zijn er beenderen gevonden van het Filipijns wrattenzwijn en een wild rund.
Het eiland Luzon ligt ten westen van de Wallacelijn in engere zin maar ten oosten van de Huxleylijn. Het was ook tijdens de ijstijden niet via een landbrug met het vasteland van Azië verbonden nadat een verbinding tijdens het Mioceen verbroken werd. Het geringe postuur van H. luzonensis zou het gevolg kunnen zijn geweest van dwergvorming nadat mensachtigen het relatief geïsoleerde Luzon bereikt hadden.
De zevenhonderdduizend jaar oude resten van de neushoorn Rhinoceros philippinensis duiden erop dat de eerste mensachtigen op Luzon op groot wild konden jagen. Indertijd kwam ook Stegodon op het eiland voor en verder grote varanen. Grote roofdieren als katachtigen ontbraken echter. Wellicht dat de fauna in de honderdduizenden jaren daarna verarmde, wat de mensen in grootte deed afnemen en ze de bomen in dwong.